# Canottaggio ai Giochi della XXX Olimpiade - 4 di coppia maschile
Il 4 di coppia dei Giochi della XXX Olimpiade si è svolto tra il 28 luglio e il 3 agosto 2012. Hanno partecipato 13 equipaggi.
La gara è stata vinta dall'equipaggio tedesco (Karl Schulze, Philipp Wende, Lauritz Schoof, Tim Grohmann), che hanno concluso la finale con il tempo di 5'42"48, mentre l'argento e il bronzo sono andati rispettivamente all'equipaggio croato e a quello australiano.

## Formato
Nel primo turno, i primi tre equipaggi di ogni batteria accedono alla semifinale, mentre gli altri competono in un ripescaggio che qualifica altri tre equipaggi. I qualificati competono in due semifinali; i primi tre classificati di ogni semifinale accedono alla finale A, che assegna le medaglie, mentre le altre alla finale B, per la classificazione dal 7º al 12º posto.

## Programma
| Data           | Ora (BST/UTC+1) | Turno      |
| -------------- | --------------- | ---------- |
| 28 luglio 2012 | 11:30           | Batterie   |
| 30 luglio 2012 | 10:00           | Ripescaggi |
| 1º agosto 2012 | 10:40           | Semifinali |
| 3 agosto 2012  | 10:10           | Finali     |

## Risultati

### Batterie
| Pos. | Atleti                                | Nazione     | Tempo   | Note |
| ---- | ------------------------------------- | ----------- | ------- | ---- |
| 1    | Rjabcev, Svirin, Morgačëv, Fedorovcev | Russia      | 5'42"26 | Q    |
| 2    | Jämsä, Raja, Endrekson, Taimsoo       | Estonia     | 5'42"87 | Q    |
| 3    | Chabanet, Androdias, Peltier, Peltier | Francia     | 5'44"25 | Q    |
| 4    | Piermarini, Osborne, Graves, Hovey    | Stati Uniti | 5'50"25 | R    |
| 5    | Stefanini, Fossi, Frattini, Raineri   | Italia      | 6'08"99 | R    |

| Pos. | Atleti                                  | Nazione       | Tempo   | Note |
| ---- | --------------------------------------- | ------------- | ------- | ---- |
| 1    | Šain, Sinković, Martin, Sinković        | Croazia       | 5'39"08 | Q    |
| 2    | Wasielewski, Kolbowicz, Jeliński, Korol | Polonia       | 5'40"56 | Q    |
| 3    | Morgan, Forsterling, McRae, Noonan      | Australia     | 5'41"56 | Q    |
| 4    | Storey, Arms, Trott, Manson             | Nuova Zelanda | 5'41"62 | R    |

| Pos. | Atleti                                  | Nazione       | Tempo   | Note |
| ---- | --------------------------------------- | ------------- | ------- | ---- |
| 1    | Schulze, Wende, Schoof, Grohmann        | Germania      | 5'39"69 | Q    |
| 2    | Rowbotham, Cousins, Solesbury, Wells    | Gran Bretagna | 5'41"75 | Q    |
| 3    | Pavlovskyi, Zaitsev, Gryn, Gryn         | Ucraina       | 5'43"46 | Q    |
| 4    | Stofer, Stahlberg, Vonarburg, Maillefer | Svizzera      | 5'45"13 | R    |

### Ripescaggio
| Pos. | Atleti                                  | Nazione       | Tempo   | Note |
| ---- | --------------------------------------- | ------------- | ------- | ---- |
| 1    | Storey, Arms, Trott, Manson             | Nuova Zelanda | 5'43"82 | Q    |
| 2    | Stefanini, Fossi, Frattini, Raineri     | Italia        | 5'44"57 | Q    |
| 3    | Stofer, Stahlberg, Vonarburg, Maillefer | Svizzera      | 5'44"90 | Q    |
| 4    | Piermarini, Osborne, Graves, Hovey      | Stati Uniti   | 5'45"62 |      |

### Semifinali
| Pos. | Atleti                                  | Nazione       | Tempo   | Note |
| ---- | --------------------------------------- | ------------- | ------- | ---- |
| 1    | Šain, Sinković, Martin, Sinković        | Croazia       | 6'03"39 | Q    |
| 2    | Morgan, Forsterling, McRae, Noonan      | Australia     | 6'05"45 | Q    |
| 3    | Rowbotham, Cousins, Solesbury, Wells    | Gran Bretagna | 6'05"71 | Q    |
| 4    | Storey, Arms, Trott, Manson             | Nuova Zelanda | 6'10"95 |      |
| 5    | Rjabcev, Svirin, Morgačëv, Fedorovcev   | Russia        | 6'13"61 |      |
| 6    | Stofer, Stahlberg, Vonarburg, Maillefer | Svizzera      | 6'19"64 |      |

| Pos. | Atleti                                  | Nazione  | Tempo   | Note |
| ---- | --------------------------------------- | -------- | ------- | ---- |
| 1    | Schulze, Wende, Schoof, Grohmann        | Germania | 6'05"85 | Q    |
| 2    | Jämsä, Raja, Endrekson, Taimsoo         | Estonia  | 6'07"85 | Q    |
| 3    | Wasielewski, Kolbowicz, Jeliński, Korol | Polonia  | 6'10"75 | Q    |
| 4    | Chabanet, Androdias, Peltier, Peltier   | Francia  | 6'12"81 |      |
| 5    | Pavlovskyi, Zaitsev, Gryn, Gryn         | Ucraina  | 6'16"23 |      |
| 6    | Stefanini, Fossi, Frattini, Raineri     | Italia   | 6'18"96 |      |

### Finali
| Pos. | Atleti                                  | Nazione       | Tempo   | Note |
| ---- | --------------------------------------- | ------------- | ------- | ---- |
| 1    | Storey, Arms, Trott, Manson             | Nuova Zelanda | 5'58"88 |      |
| 2    | Rjabcev, Svirin, Morgačëv, Fedorovcev   | Russia        | 5'59"17 |      |
| 3    | Pavlovskyi, Zaitsev, Gryn, Gryn         | Ucraina       | 6'01"23 |      |
| 4    | Chabanet, Androdias, Peltier, Peltier   | Francia       | 6'02"12 |      |
| 5    | Stefanini, Fossi, Frattini, Raineri     | Italia        | 6'02"57 |      |
| 6    | Stofer, Stahlberg, Vonarburg, Maillefer | Svizzera      | 6'04"37 |      |

| Pos. | Atleti                                  | Nazione       | Tempo   | Note |
| ---- | --------------------------------------- | ------------- | ------- | ---- |
|      | Schulze, Wende, Schoof, Grohmann        | Germania      | 5'42"48 |      |
|      | Šain, Sinković, Martin, Sinković        | Croazia       | 5'44"78 |      |
|      | Morgan, Forsterling, McRae, Noonan      | Australia     | 5'45"22 |      |
| 4    | Jämsä, Raja, Endrekson, Taimsoo         | Estonia       | 5'46"96 |      |
| 5    | Rowbotham, Cousins, Solesbury, Wells    | Gran Bretagna | 5'49"19 |      |
| 6    | Wasielewski, Kolbowicz, Jeliński, Korol | Polonia       | 5'51"74 |      |